# Sośnica (Gliwice)
Sośnica (deutsch Sosnitza, 1936–1945 Oehringen, auch Sossnitza) ist ein Stadtteil von Gliwice (Gleiwitz). Sośnica liegt im Osten von Gliwice an der Stadtgrenze zu Zabrze (Hindenburg OS). In Sośnica leben etwa 18.000 Einwohner. Durch den Stadtteil verläuft die Klodnitz.

## Geschichte

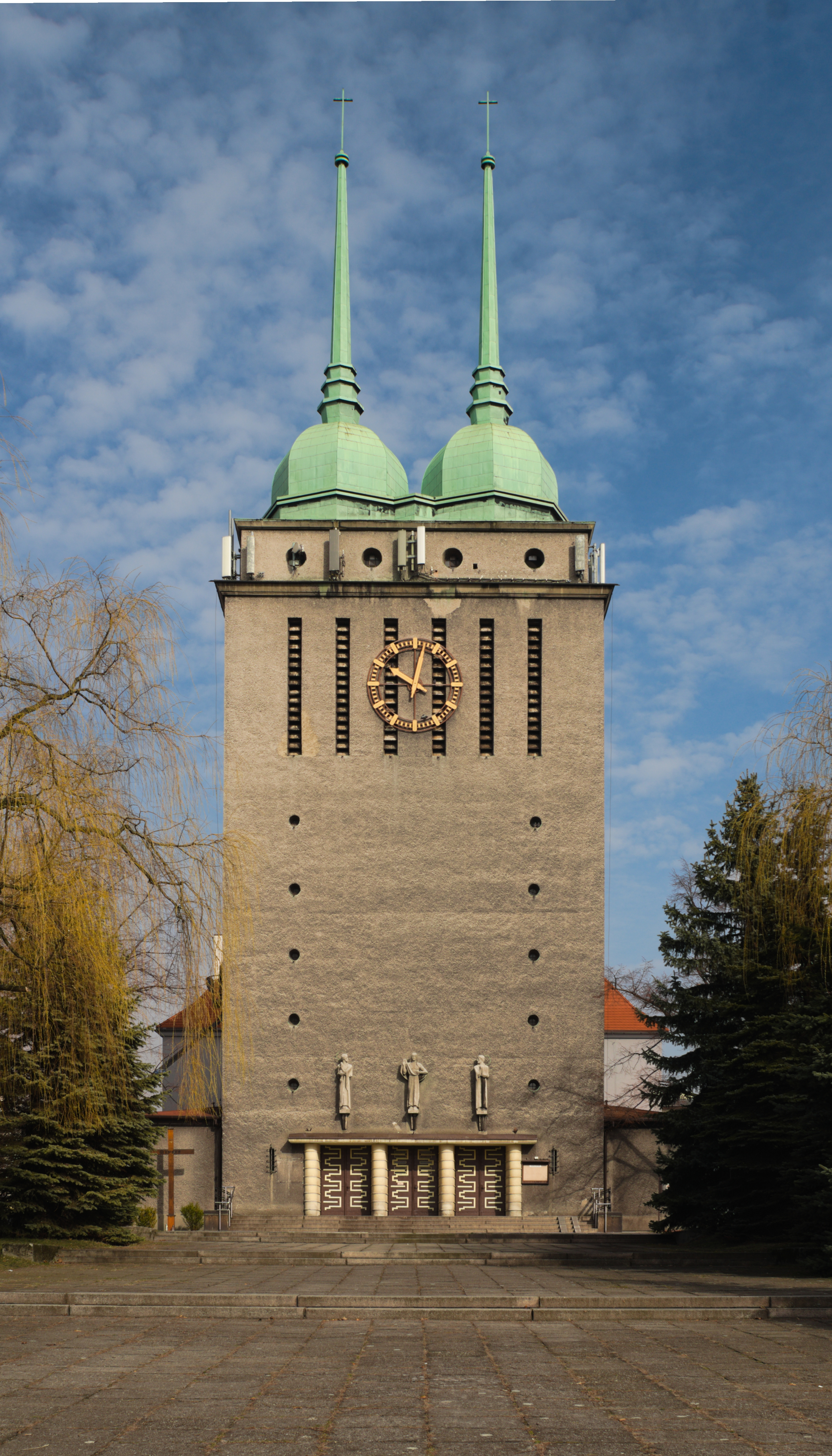
Die Maria-Hilf-Kirche

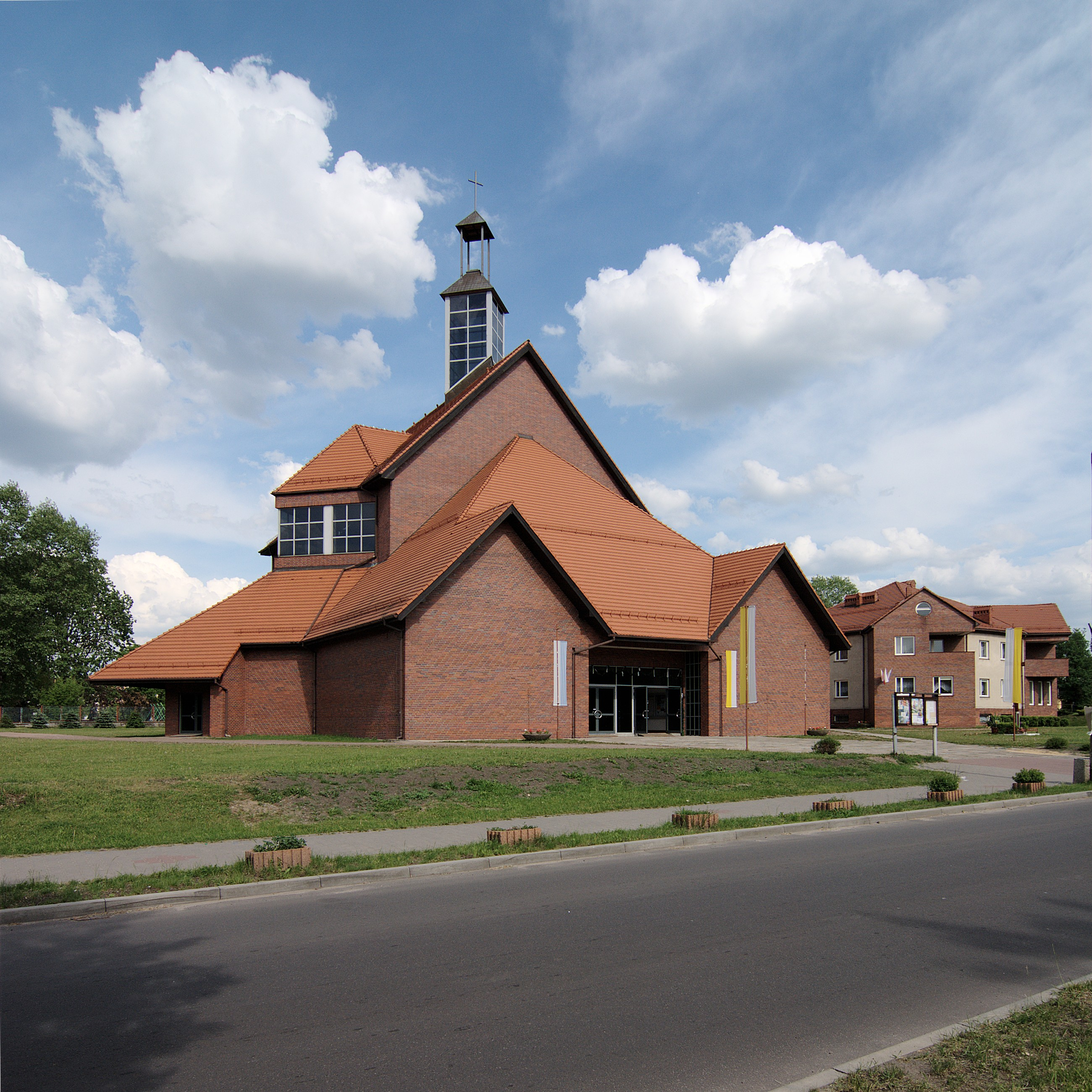
Die Hyazinthkirche

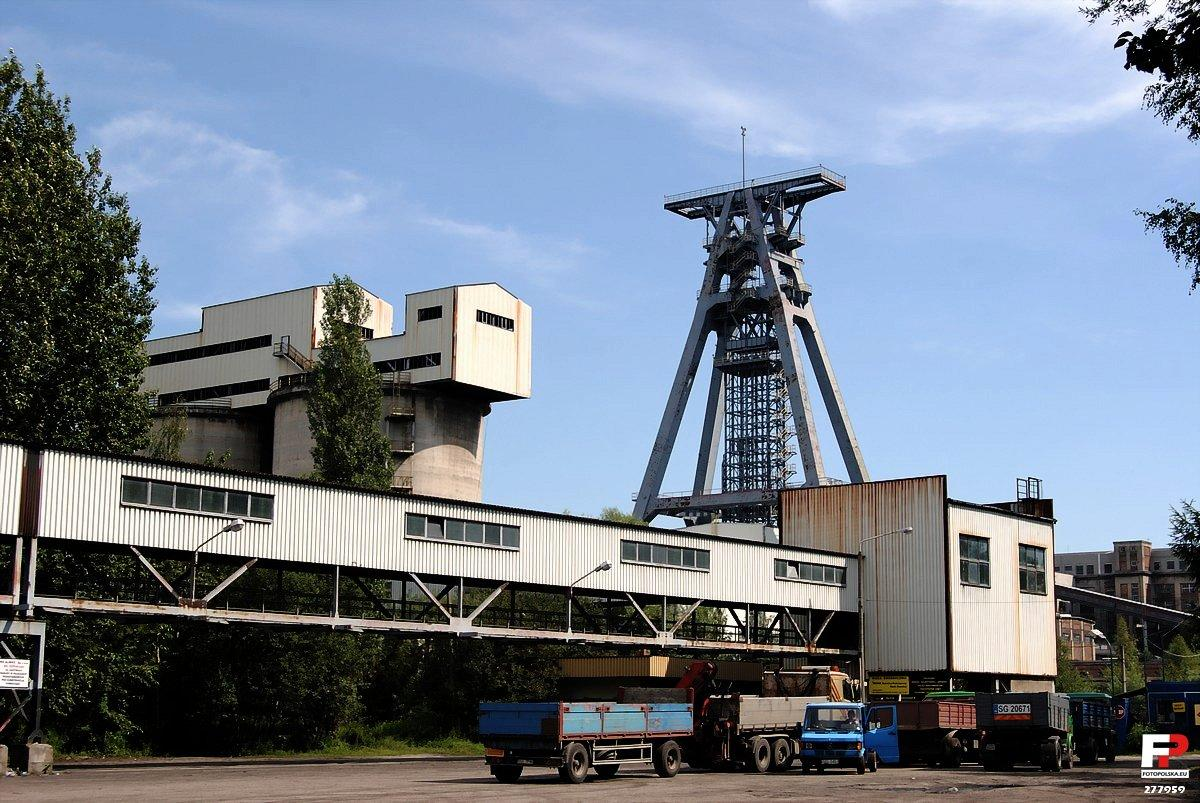
Das Bergwerk Sośnica

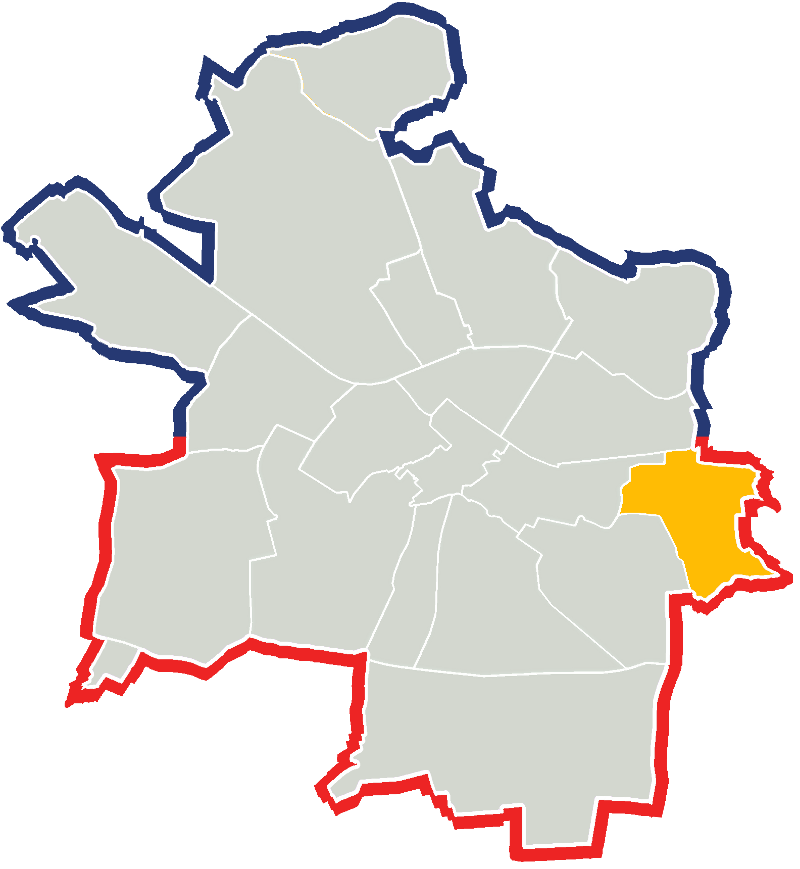
Lage von Sośnica in der Stadt Gliwice

Der Ort entstand spätestens im 13. Jahrhundert und wurde 1260 erstmals urkundlich erwähnt.
Der Ort wurde 1783 im Buch Beyträge zur Beschreibung von Schlesien als Sosni(t)ze und Schosni(t)z erwähnt, war im Besitz eines Herrn von Wilczek, lag im Landkreis Beuthen der Standesherrschaft Beuthen und hatte ein Vorwerk, 159 Einwohner, 19 Bauern, elf Gärtner, 18 Häusler und eine Mühle. 1818 wurde der Ort als Schosnitz erwähnt. 1847 wurde die katholische Schule erbaut. Davor war der Ort nach Alt-Zabrze eingeschult. Zudem waren die Bewohner, da es keine Kirche vor Ort gab, nach Alt-Zabrze eingepfarrt. 1865 bestand Soßnitza aus einem Dominial-Terrain und einer Gemeinde. Die Dorfgemeinde hatte zu diesem Zeitpunkt vier Bauernstellen, 32 Halbbauern, 25 Gärtner und 52 Häusler. Die Schule hatte 183 Schüler. Das Dominium gehörte dem Grafen Guido Henckel von Donnersmarck zu Neudeck. 1873 wurde der Kreis Beuthen aufgeteilt und der Ort kam zum neuen Kreis Zabrze (dem späteren Kreis Hindenburg O.S.).
1911 wurde eine Hilfskirche erbaut, die 1929 durch die Maria-Hilf-Kirche ersetzt wurde. Bei der Volksabstimmung in Oberschlesien am 20. März 1921 stimmten im Ort 1058 Wahlberechtigte für einen Verbleib Oberschlesiens bei Deutschland und 1563 für eine Zugehörigkeit zu Polen. Sosnitza verblieb nach der Teilung Oberschlesiens beim Deutschen Reich. Am 1. Januar 1927 wurde Sosnitza vom aufgelösten Landkreis Hindenburg O.S. nach Gleiwitz eingemeindet. 1936 wurde der Ort im Zuge einer Welle von Ortsumbenennungen der NS-Zeit mit Bezug auf die Oehringen-Grube in Oehringen  umbenannt.
1945 kam der bis dahin deutsche Ort unter polnische Verwaltung und wurde anschließend der Woiwodschaft Schlesien angeschlossen und ins polnische Sośnica umbenannt. 1950 kam der Ort zur Woiwodschaft Kattowitz. 1999 kam der Ort zur neuen Woiwodschaft Schlesien.

## Bauwerke und Sehenswürdigkeiten
- Die Hyazinthkirche, eine moderne katholische Kirche, die von 1998 bis 2003 erbaut wurde.
- Die Maria-Hilf-Kirche, eine katholische Kirche aus dem Jahr 1929 im modernen Stil und mit Glockenturm.
- Ein Bildstock

## Bildung
- Grundschule Nr. 14
- Grundschule Nr. 15
- Grundschule Nr. 21
- Gymnasium Nr. 6
- Niepubliczne Liceum Ogólnokształcące Szkoła Mistrzostwa Sportowego
- Liceum Ogólnokształcące numer 10
- Zespół Szkół Ekonomiczno–Technicznych

## Persönlichkeiten
- Włodzimierz Lubański (* 1947), ehemaliger polnischer Fußballspieler
- Lukas Podolski (* 1985), der Fußballer wuchs ab Juni 1985 im Stadtteil auf.[6]
- Gerhard Schwedka (1913–1988), deutscher Politiker (SPD/SED) und Gewerkschafter, Vorsitzender des Zentralvorstandes der Industriegewerkschaft Textil-Bekleidung-Leder im FDGB
- Joseph Wloka (* 1929), deutscher Mathematiker, der sich mit Funktionalanalysis beschäftigte

## Verkehr
In der Nähe von Sośnica verlaufen die Autobahn A4 und die Autobahn A1. Zudem verläuft am Ort die Bahnstrecke Katowice Ligota–Gliwice.